# Nhãn hương
Nhãn hương (danh pháp hai phần: Melilotus suaveolens) là loài thực vật có hoa trong họ Đậu. Loài này được Ledeb. miêu tả khoa học đầu tiên.